# Natskyggeordenen
Natskyggeordenen (Solanales) er en orden af dækfrøede planter. Ordenens arter har mange forskellige alkaloider (pyrrolizidin, tropan og pyrrolidin) samt O-methylflavoner. Bladene sidder skruestillet og spredt. Frugten er et bær.
| Familier |

- Natskyggefamilien (Solanaceae)
- Snerlefamilien (Convolvulaceae)
- Montiniaceae – ganske få, træagtige arter i Afrika og på Madagaskar
- Hydroleaceae – sump- og vandplanter i troperne, subtroperne og varmt tempererede egne
- Sphenocleaceae – enårige, tropiske urter

I det ældre Cronquists system var ovenstående sidste 3 familier i andre ordener og følgende familier var inkluderet:
- Duckeodendraceae
- Nolanaceae
- Cuscutaceae
- Retziaceae
- Bukkebladfamilien (Menyanthaceae)
- Polemoniaceae
- Honningurtfamilien (Hydrophyllaceae)

## Eksternt link
- Angiosperm Phylogeny Group: klik i venstre spalte på "Solanales"